# Makoto Yamazaki
Makoto Yamazaki (山崎 真 Yamazaki Makoto?,  nacido el 31 de octubre de 1970 en Kagoshima) es un exfutbolista japonés que se desempeñaba como centrocampista.

## Trayectoria

### Clubes
| Club           | País  | Año       |
| -------------- | ----- | --------- |
| Urawa Reds     | Japón | 1993-1994 |
| Tokyo Gas      | Japón | 1995      |
| Mito HollyHock | Japón | 1996-1997 |